# Joseph Planta
Joseph Planta, né le 21 février 1744 à Castasegna et mort le 3 décembre 1827 à Londres, est un « bibliothécaire principal » du British Museum, autrement dit l'un de ses premiers directeurs entre 1799 et 1827.

## Biographie
Fils d'un pasteur, il fit des études de philologie à Utrecht puis Göttingen.
En 1752, il rejoignit son père à Londres où celui-ci était à la fois pasteur et « bibliothécaire-assistant » au British Museum. Il commença à travailler lui aussi au musée et prit la succession de son père comme « bibliothécaire-assistant » à la mort de celui-ci en 1773. Il gravit les échelons jusqu'à prendre la direction du musée en 1799. Il la garda jusqu'à sa mort.
Son fils, Joseph Planta, MP pour Hastings et diplomate britannique est né au sein même du musée.

## Publications
- (en) An Account of the Romansh language, 1776
- (en) The History of the Helvetic Confederacy, 1800